# Usiacurí
Usiacurí es un municipio del departamento del Atlántico, Colombia.  Es conocido como "El Pesebre del Atlántico" en alusión a la tradición navideña que evocan sus viviendas pintorescas construidas sobre una  topografía irregular. Además, el municipio cuenta con varios sitios de interés cultural y turístico como el Inmueble Patrimonial Julio Flórez donde vivió sus últimos 15 años de vida el poeta Julio Flórez y las fuentes de aguas medicinales.

## Toponimia
Su nombre está formado por la combinación de los términos Usía que significa Señoría, y Curí, nombre del cacique que habitaba el lugar.

## Historia

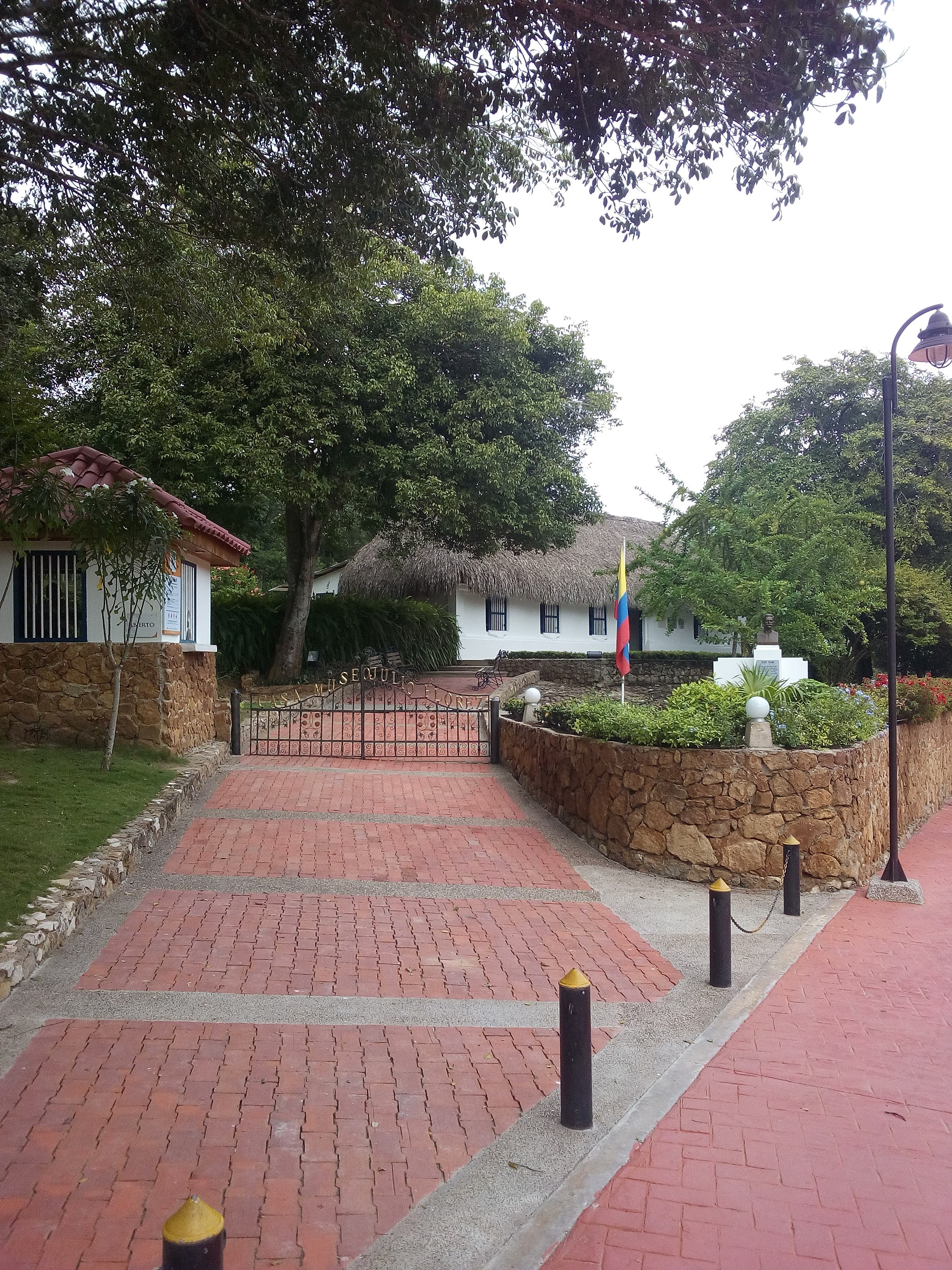
Inmueble Patrimonial Julio Flórez, vivienda en la que vivió sus últimos 15 años el poeta colombiano Julio Flórez.

El territorio fue descubierto en 1533 por el español Francisco César y ese mismo año recibió la visita de Pedro de Heredia. Se tiene como fecha de su fundación 17 de septiembre de 1534. En 1560 fue dado en encomienda a Alonso de Montalvar y luego a Nicolás de las Heras de Pantoja. En 1745 fue declarado oficialmente parroquia por el gobierno de Cartagena de Indias y posteriormente en 1856 fue elevado a la categoría de municipio.

## Geografía
El territorio del municipio es ligeramente quebrado, con piso térmico cálido y clima estepario tropical. La vegetación corresponde a bosque seco tropical. La temperatura media es 28 °C. Dista 38 km de Barranquilla.
El municipio ocupa un territorio de montañas bajas ricas en calizas y yesos. En su subsuelo se encuentran fuentes de aguas azufradas que en el siglo XX fueron explotadas turísticamente. Hoy las fuentes están secas, quedando algunas en sus alrededores. Cuatro de ellas fueron restauradas en 2023.

## Economía
Un renglón importante de su economía es la artesanía, la cual está representada en tejidos de palma de iraca, trabajada por gran parte de la población. Los turistas adquieren sombreros, carteras, paneras, cestos, muebles, portarretratos, individuales y adornos variados. Otras fuentes de ingresos son la agricultura, la ganadería y el comercio de tiendas. 
En 2023 se entregaron al servicio de la comunidad obras de acueducto que permiten que el 100 por ciento de la cabecera municipal reciba agua con continuidad las 24 horas del día.

### Turismo
Usiacurí es uno de los principales centros turísticos del departamento. En 2022, pasó de 400 a 24.000 visitantes al mes. La población alcanzó notoriedad nacional a principios del siglo XX por sus aguas termales medicinales, a donde acudían anualmente cientos de turistas, especialmente enfermos, para tratarse diversas dolencias en los pozos curativos de aguas sulfhídricas. Por esta razón, en esta población vivió sus últimos años el poeta Julio Flórez. La casa donde habitó se denomina Inmueble Patrimonial Julio Flórez donde se conservan intactas algunas de sus pertenencias, y junto a la plaza adyacente es uno de los principales atractivos turísticos de Usiacurí.
Las coloridas casas de la población, su iglesia Santo Domingo de Guzmán, el Centro de Desarrollo Artesanal Corina Urueta, el  monumento a la Musa Tejedora (inspirado en el poema "La araña" de J. Flórez), la reserva natural Luriza (a 6 km del municipio) y miradores como el de Carrizal y el de Cristo Rey completan la oferta turística. 
Usacurí recibe el apelativo de "El Pesebre del Atlántico" dado el parecido de sus viviendas pintorescas, construidas sobre una topografía irregular, con un pesebre navideño.
En 2022 y 2023, Usiacurí fue incluido dentro del tour de la línea de cruceros de lujo europea Mystic que arriba a Cartagena de Indias.

## Símbolos

### Escudo
Mediante concurso abierto convocado por el concejo municipal fue escogido el blasón presentado por el profesor Tomás Urueta De la Hoz, según acuerdo 011 del 5 de diciembre de 1997. Escudo semipartido, truncado, con bordaduras en oro. En la parte superior (flancos diestro y siniestro, paisajes recorridos por riscos. Estribaciones de los montes de María. Detrás de este sol naciente representado por el sol de Maracaibo, que simboliza el primer trabajo elaborado con palma de iraca en la escuela de Maclovia Sarmiento Blanco en 1909. Arroyo Grande y pozos fuente de las aguas medicinales. Una columna de piedra simboliza el fuego ardiente de la fe cristiana. Un sepulcro coronado por una lira guarda las reliquias mortuorias de Julio Flórez. Lleva el lema Trabajo, Paz y Armonía.

### Bandera
Fue adoptada por concurso abierto. La bandera seleccionada fue presentada por la Escuela Mixta # 1 “Vicente Carlos Urueta”, según el acuerdo 009 del 10 de junio de 1997. Significado: el contorno externo de color verde resalta la naturaleza y la vegetación. El contorno de color beige hace alusión al color de las artesanías elaboradas con palma de iraca, que hacen de la población un centro artesanal reconocido a nivel regional, nacional e internacional. El último cuadro de color azul celeste, en honor a Nuestra Señora del Tránsito (patrona de Usiacurí), simboliza la paz y la tranquilidad que reina entre sus habitantes. Sobre este cuadro aparece dibujado una artesanía (individual) que simboliza el fruto del trabajo de los artesanos; y sobre él una araña que recuerda un poema de Julio Florez, y para resaltar la labor de los habitantes quienes entretejen la palma de iraca como arañas para producir las diferentes artesanías.

### Himno
Coro
Usiacurí, tus hijos te aclaman,
¡Paraíso de sol tropical!
Un futuro de gloria te espera,
adelante ¡la meta es triunfar!

Estrofas
Manantial de salud y reposo,
Es tu tierra remanso de paz:
Tus colinas, tus aguas, tu cielo,
Son un sueño de dicha sin par.
Eres cuna de insignes patriotas
Y artesanos de fe y tradición,
Cuyas obras exaltan tu nombre,
La constancia, el trabajo, el tesón.
Corre sangre caribe en tus venas
Hidalguía y orgullo español;
En el alma la fe de tus padres,
En el pecho un leal corazón.
En tu templo tesoro sagrado,
Centinela y herencia ancestral,
Donde Dios a su pueblo protege
Y de gracias derrama un caudal.

## Servicios públicos
- Energía Eléctrica: Air-e, del grupo EPM, es la empresa prestadora del servicio de energía eléctrica.
- Gas Natural: Gases del Caribe es la empresa distribuidora y comercializadora de gas natural en el municipio.
- Agua y Alcantarillado: Triple A es la empresa prestadora del servicio de agua y alcantarillado.